# 玛妙格礼
玛妙格礼（1809年—1845年），缅甸贵族诗人，贡榜王朝第八位国王沙耶瓦底王的西宫王后，曼同时期的王储妃兰太康丁的母亲。